# Felipe Sánchez-Cuenca Martínez
Felipe Sánchez-Cuenca Martínez (Madrid, 17 de febrer de 1931 - Palma, 11 de febrer de 2017) fou un arquitecte i polític madrileny instal·lat a les illes Balears.

## Trajectòria
Casat el 1960 amb la mallorquina Maria del Carme Alomar, es va establir a Mallorca, on va fer, entre d'altres, el projecte arquitectònic del Sporting Club de Costa d'en Blanes a Calvià.
Militant del PSIB-PSOE, a les eleccions generals espanyoles de 1982 fou escollit senador per l'illa de Mallorca. Fou president de la Comissió Especial d'Investigació sobre la situació dels aeroports nacionals (1984-1985 i secretari de la Comissió d'Incompatibilitats del Senat d'Espanya (1982-1986).
Entre gener de 1987 i juliol de 1987 va ocupar un escó provisional al Parlament Europeu, i formà part de la Comissió de Política Regional i d'Ordenació del Territori. Es presentà a les eleccions al Parlament Europeu de 1987, però no fou escollit. També ha estat conseller del Consell Insular de Mallorca i del Consell General Interinsular de les Illes Balears.